# Horizont událostí
Horizont událostí je plocha v časoprostoru tvořící hranici, za kterou události nemohou ovlivnit pozorovatele. Termín vytvořil Wolfgang Rindler.

## Kosmický horizont událostí
V kosmologii je horizontem událostí hranice oblasti, ze které nyní vyzařované světlo může někdy v budoucnu dosáhnout pozorovatele. Jde o rozdílný princip od horizontu částic, který představuje největší vzdálenost, ze které se světlo emitované v minulosti může dostat k pozorovateli. Aktuální vzdálenost k tomuto horizontu je asi 16 miliard světelných let, tedy výrazně méně než rozměr pozorovatelného vesmíru.

## Horizont událostí černé díry
Horizont událostí existuje okolo černé díry, kde pro pozorovatele vymezuje oblast, ze které nemůže uniknout žádné elektromagnetické záření (světlo). Úniková rychlost je na horizontu událostí rovna rychlosti světla, takže tato oblast je nejzazší mez z hlediska pozorovatele vně černé díry, odkud může světlo uniknout. Jinak řečeno, pod horizontem všechny časupodobné a světelné světočáry zůstávají v černé díře (eventuálně směřují do singularity) a nemohou ovlivnit pozorovatele vně černé díry.
Ve Schwarzschildově řešení, které popisuje nerotující nenabitou černou díru, má horizont tvar koule o poloměru nazvaném Schwarzschildův poloměr. Závisí pouze na hmotnosti černé díry a je dán
{\displaystyle r_{s}={2\,Gm \over c^{2}}\approx 1{,}48\cdot 10^{-27}\cdot m\,[\mathrm {m,kg} ]}
kde G je gravitační konstanta, m je hmotnost, a c rychlost světla. Pro objekt hmotnosti Slunce vychází poloměr přibližně 3 km, při hmotnosti Země by tento poloměr byl necelých 9 mm.

## Horizont a kvantová teorie
Jevy, ke kterým by mohlo docházet v okolí horizontu, jsou v současnosti předmětem intenzivního výzkumu. V roce 1974 Stephen Hawking použitím kvantové teorie pole na křivém časoprostorovém podkladu odvodil, že černá díra vyzařuje jako absolutně černé těleso. Hawkingovo vyzařování si lze názorně představit jako jev v těsném sousedství horizontu. Z vakua neustále vznikají páry částic a antičástic, které za normálních okolností opět velmi rychle anihilují. Těsně nad horizontem se ale může stát, že pár je „roztržen“ a jedna částice pohlcena černou dírou. Druhá částice pak uniká jako reálná částice do vesmíru. Právě tyto reálné částice způsobují vyzařování černých děr. Záření je ve formě gama a rentgenového záření, které je teoreticky možné zachytit, ale je příliš slabé. Abychom ho byli schopni zachytit, musela by být vyzařující černá díra vzdálená od nás asi jen půl miliardy km. Černá díra tímto procesem ztrácí hmotnost. O tomto jevu mluvíme jako o Hawkingově záření.
Problémem tohoto výsledku je (možná zdánlivý) rozpor s jedním ze základů kvantové mechaniky. Představme si vesmír s hmotou, která zkolabuje do černé díry. Na počátku je vesmír v čistém kvantovém stavu. Pak projde gravitačním kolapsem, vytvoří se černá díra, a ta se Hawkingovým vyzařováním vypaří. Výsledné tepelné spektrum je ale popsáno stavem smíšeným, v průběhu procesu došlo k „zapomenutí“ téměř veškeré informace. V kvantové teorii je ovšem časový vývoj popsán unitárním operátorem, který uzavřený systém z čistého do smíšeného stavu nikdy nedokáže převést.
Vysvětlení tohoto paradoxu se věnuje dosti velká pozornost a bylo navrženo několik řešení. Velkou pozornost vyvolal návrh představený v červenci 2004 Stephenem Hawkingem, podle kterého kolem černých děr skutečný horizont událostí neexistuje a díky kvantovým fluktuacím se mohou informace dostávat ven z černé díry. Podle jeho názoru zveřejněného v roce 2014 pak gravitačním kolapsem nevzniká skutečný horizont událostí, ale pouhý zdánlivý horizont událostí, a tak klasicky vnímaná černá díra neexistuje.